# Vercelli
Vercelli (piemontiul Vërsèj) település Olaszország Piemont régiójàban, Vercelli megyében. Lakosainak száma 45 206 fő (2023. január 1.). Vercelli Borgo Vercelli, Desana, Lignana, Olcenengo, Prarolo, Salasco, Sali Vercellese, Villata, Vinzaglio, Asigliano Vercellese, Caresanablot, Palestro, San Germano Vercellese és Quinto Vercellese községekkel határos.

## Népesség
A település népességének változása:
| Lakosok száma | 46 552 | 46 181 | 45 206 |
|               | 2017   | 2018   | 2023   |